# 嗜热链球菌
嗜热链球菌又名 Streptococcus salivarius subsp. thermophilus，為革兰氏阳性细菌，同型发酵（homofermentative）兼性厌氧，属于草绿色链球菌  。对细胞色素、氧化酶及过氧化氢酶试验阴性，甲型溶血性试验阳性。不运动，无内生孢子。
该菌是一种乳酸菌，在酸奶中可以发现其存在。用于与保加利亚乳杆菌一起发酵生产酸奶。嗜热链球菌可以为保加利亚乳杆菌提供生成嘌呤所需的叶酸与甲酸。

## 用途
虽然它所属的链球菌属包含一些致病的链球菌种，但食品工业使用的嗜热链球菌是安全的。嗜热链球菌还能把牛乳中的乳糖酵解为乳酸，使得对乳糖敏感的人也可以从牛乳中获得营养 。
早在1900年代，嗜热链球菌就已大量用于乳品行业，用于生产奶酪与酸奶。酸奶、乳酪中含有的嗜热链球菌活体成分对人类健康有益。